# Scopula yihe
Scopula yihe är en fjärilsart som beskrevs av Yang 1978. Scopula yihe ingår i släktet Scopula och familjen mätare. Inga underarter finns listade.